# Kamienica przy pl. Solnym 19 we Wrocławiu
Kamienica przy pl. Solnym 19 – kamienica przy Placu Solnym 19 we Wrocławiu.

## Historia i architektura kamienicy

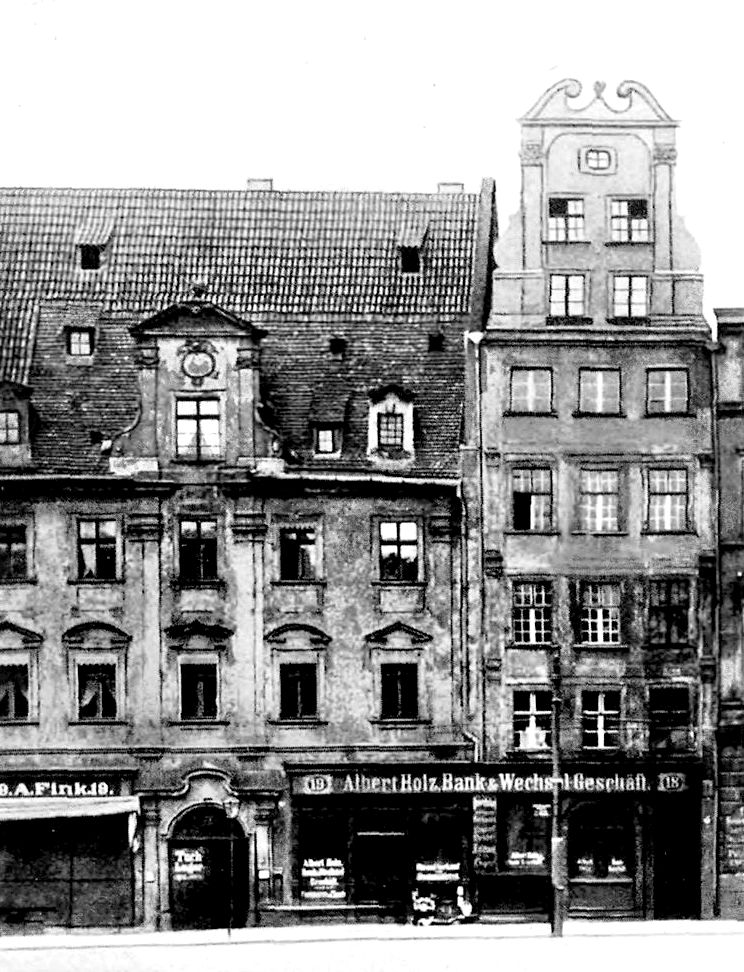
Kamienica nr 19 (z lewej) przed wyburzeniem w 1890

Do XVII wieku na posesji nr 19 znajdowała się trzykondygnacyjna kamienica o wysokim kalenicowym dachu o średniowiecznym rodowodzie. W pierwszej ćwierci XVIII wieku właścicielem kamienicy był Gottfried Bruchholtzer. Za jego sprawą kamienica została przebudowana na podstawie projektu prawdopodobnie Christophera Hacknera, tego samego, który był autorem projektu przebudowy sąsiedniej kamienicy nr 18, choć fakt ten nie jest udokumentowany w żadnym źródle. W wyniku przebudowy powstała pięcioosiowa elewacja o symetrycznym układzie. Oś środkowa zaakcentowana była pilastrami wielkiego porządku; w części parterowej umieszczony był portal wejściowy podobny do tego, który znajduje się w kamienicy przy ulicy św. Mikołaja 80 (pierwotnie w kamienicy przy ul. Ruskiej 26), a w partii dachowej szczyt w formie aediculi otoczony przez woluty. Nad oknami pierwszego piętra znajdowały się na przemian segmentowe i trójkątne naczółki.
W 1890 lub w 1896 roku kamienica, wraz z sąsiednią kamienicą nr 18, została rozebrana, a w ich miejsce wzniesiono nowy pięciokondygnacyjny, trzyosiowy dom handlowy pokryty dachem kalenicowym z neorenesansowym szczytem. Jego projektantem był Robert Hönsch. W osi środkowej miał dwukondygnacyjny wykusz, a pod nim portal wejściowy. W dwóch zewnętrznych osiach na boniowanym parterze wstawiono duże witryny sklepowe, podobnie jak na trzech kolejnych kondygnacjach. Właścicielem budynku była firma „Weichenhan”.
W okresie międzywojennym zlikwidowano szczyt budynku i zaadaptowano poddasze do funkcji użytecznej wstawiając ciąg małych okien.

## Po 1945 roku
W wyniku działań wojennych w 1945 roku kamienica uległa zniszczeniu. Wraz z kamienicą nr 19 została odbudowana w latach 1956–1957 według projektu architektów Emila Kaliskiego i Stanisława Koziczuka Została odbudowana, nawiązując w formie do kamienicy barokowej, i podniesiona o jedną kondygnację. Pilastry zostały zastąpione przez lizeny, nie odtworzono oryginalnego portalu, a autorem rzeźby do obecnego portalu był profesor Antoni Mehl; projekt nie miał nic wspólnego z wcześniejszym portalem barokowym.